# Fröjels kyrka
Fröjels kyrka är en kyrka på Gotland som tillhör Fröjels församling i Visby stift. Den är en av de kyrkor på Gotland som ligger allra närmast havet. Den ligger upphöjd på kanten av en strandvall med en vid utsikt mot Karlsöarna i väster.
Sydost om kyrkan finns lämningar av en fornborg. Norr om kyrkan står ruinen av en medeltida byggnad, sannolikt en kastal. Kyrkogården har två stigluckor, av vilka den västra är medeltida, från 1200-talets senare del, liksom ett stycke av den angränsande muren. Mellan den östra stigluckan och kyrkan ligger inne på kyrkogården en labyrint, en så kallad trojeborg, av okänd ålder.

## Kyrkbyggnaden
Kyrkan är uppförd av kalksten. Den består av ett stort rakslutet kor med sakristia i norr, ett lika brett, men lägre långhus och ett västtorn, som i väster stöttas av en bred strävpelare. Ingångar finns till långhuset i norr och söder och till koret i söder. En ursprunglig ingång till tornet blockeras av strävpelaren.
Äldst är långhuset från 1100-talets slut, kompletterat med tornet under 1200-talets första hälft. Det stora koret, som troligen ersatte ett äldre kor, och den samtida sakristian uppfördes omkring år 1300 som ett första led i en aldrig avslutad nybyggnad av kyrkan. Långhusets och tornets fasader har välhuggna kvaderstenar.
Långhusportalerna är bägge enkla och romanska. Korets arkitektur är gotisk. Portalen har en rik arkitektonisk utformning med omfattning i flera språng och krönande triangelgavel. Korets södra fönster och trefönstergruppen i öster är ursprungliga. Långhusets sydfönster upptogs kring 1850.
Invändigt täcks koret av ett murat kryssvalv, långhuset av ett stickbågigt tunnvalv av trä, som tillkom 1935–1938 som ersättning för ett plant innertak för att frilägga hela triumfbågens murade omfattning. Den del av ringkammaren som är införlivad med kyrkorummet täcks av ett trätak.
I koret finns muralmålningar från 1300-talets början och ett väggskåp med rikt ornerade dörrar. Kyrkan har ett par märkliga inventarier: det rikt skulpterade triumfkrucifixet från omkring år 1300, dopfunten med fot från 1100-talet och cuppa med naivt skulpterade figurer från 1300-talet, samt predikstolen från år 1600 med ursprungliga målade evangelistbilder. Den höga altaruppsatsen av sandsten tillverkades 1634.

## Orgel
1934 byggde Harald Lindegren, Göteborg, en pneumatisk orgel.
| Manual I          | Manual II     | Pedal        | Koppel   |
| Gedackt 8’        | Rörflöjt 8’   | Subbas 16’   | I/P      |
| Principal 4’      | Gemshorn 4’   | Gedackt 8’   | II/P     |
| Rauschkvint 2 kor | Blockflöjt 2’ | Principal 4' | II/I     |
| Corno 8’          | Mixtur 3 ch   |              | II 4'/II |

## Interiör

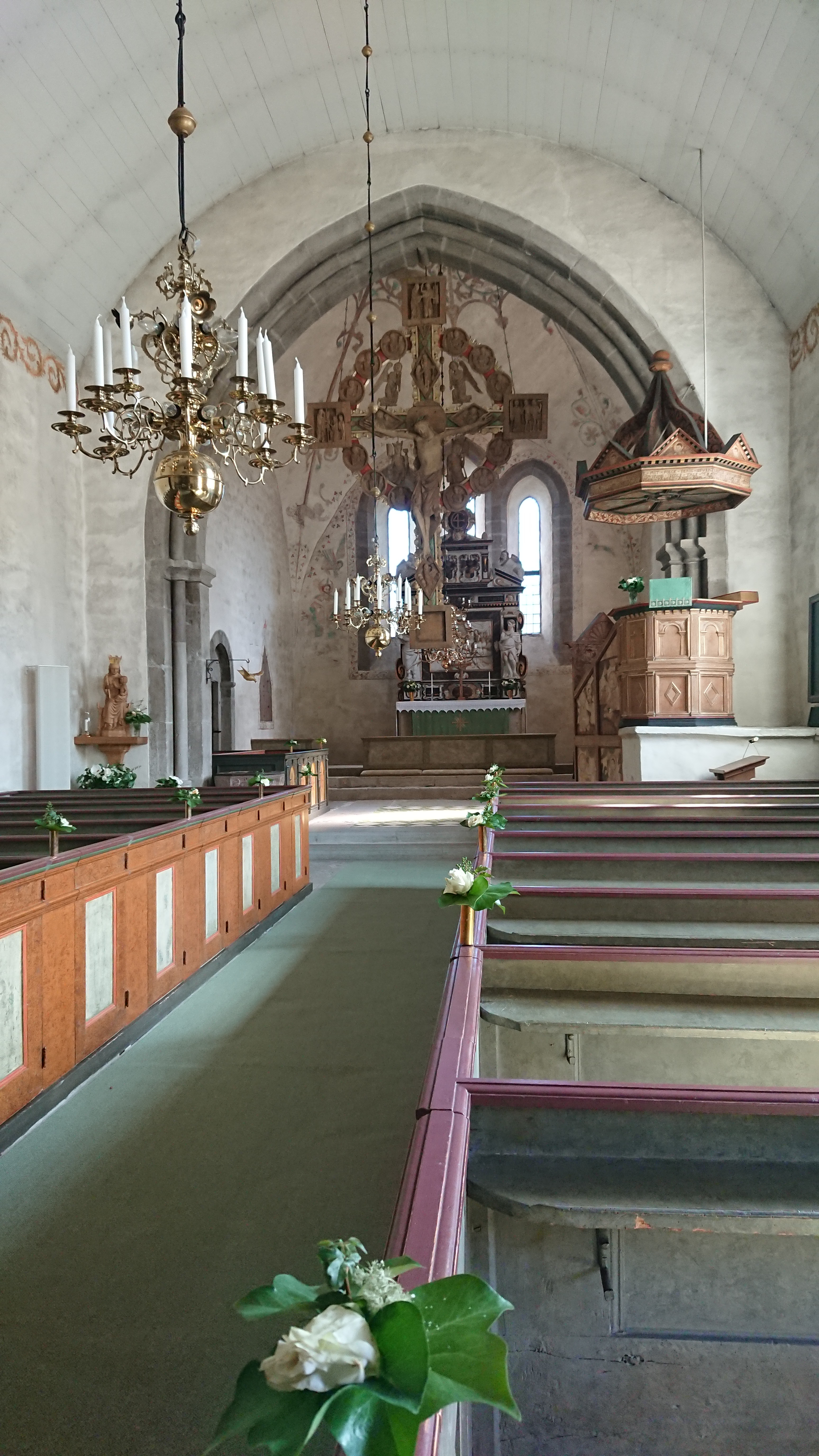
Interiör mot öster.
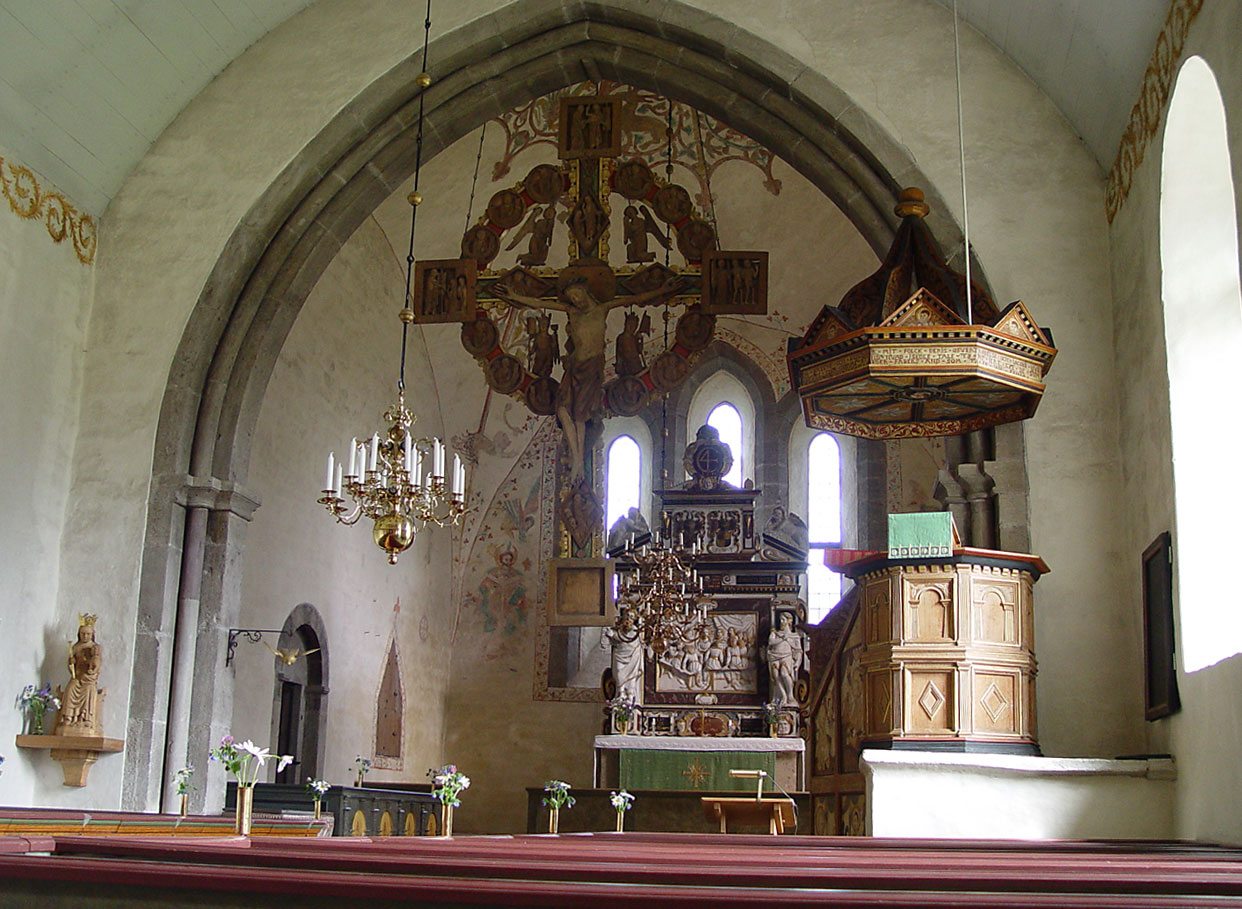
Hela koret, tillsammans med predikstol och triumfbåge.
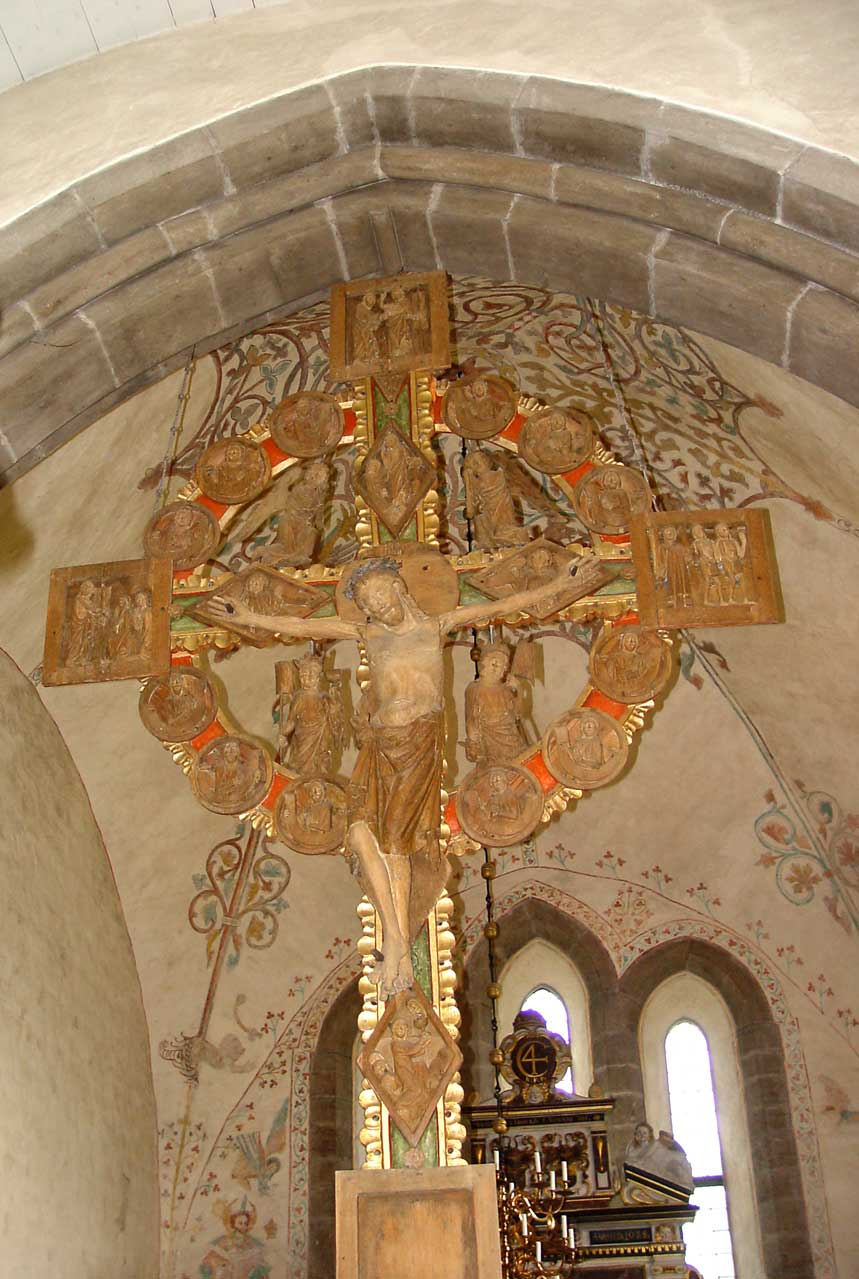
Triumfkrucifix från omkring år 1300.
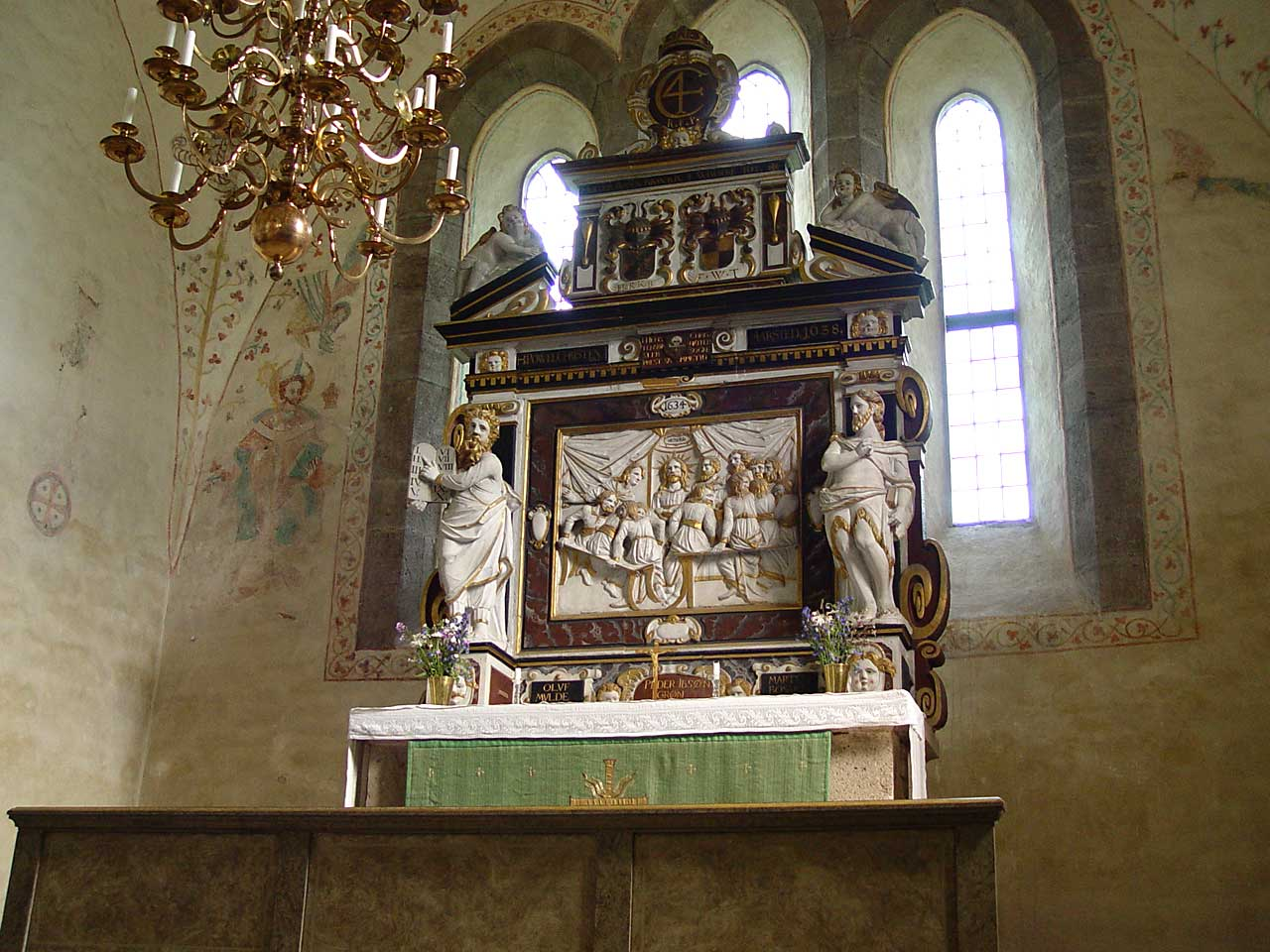
Altaret framför de tre fönstren i det rakslutna koret.
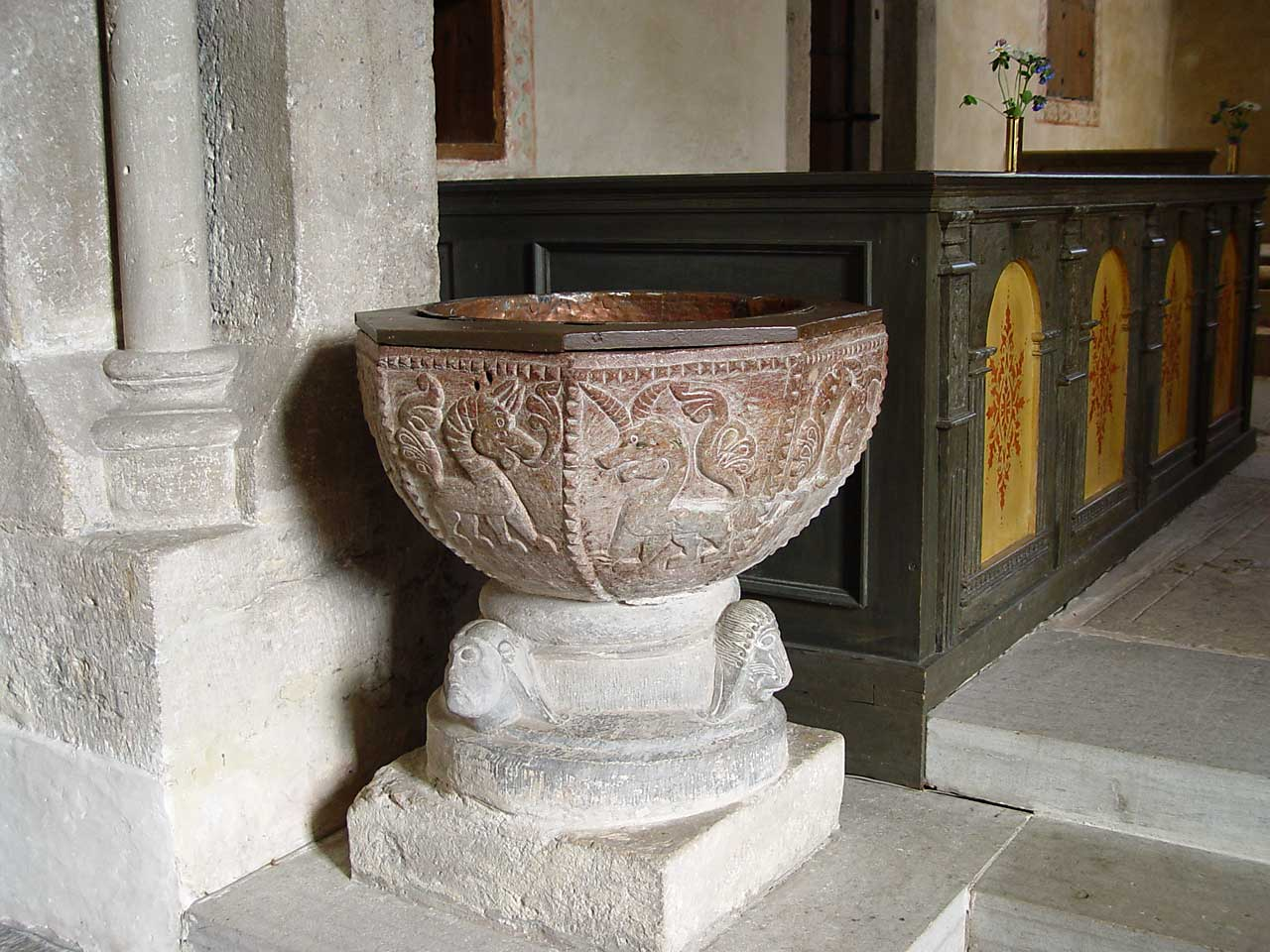
Dopfuntsfoten är från 1100-talet, cuppan från 1300-talet.

## Fröjels kastal

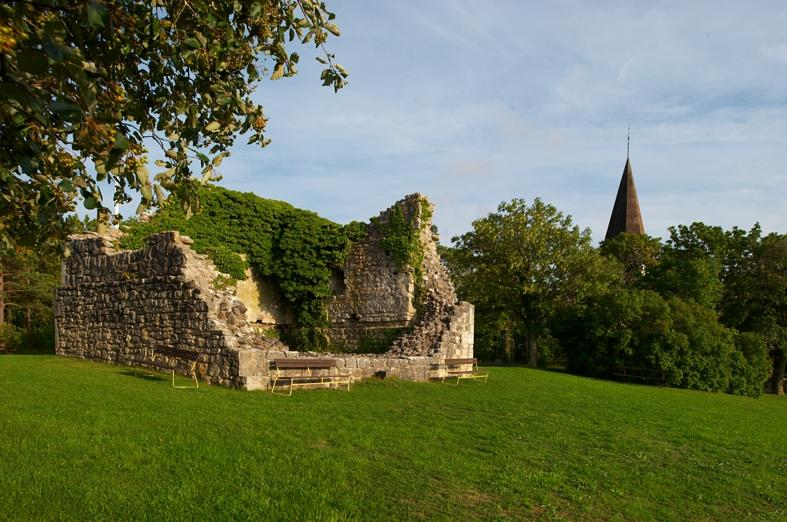
Fröjels kastal

Norr om kyrkan står ruinen av en medeltida byggnad, som tolkats som en kastal, trots att den skiljer sig något från de övriga kastalerna på Gotland. Kastalen är kvadratisk, 9,7 meter i sida, och 5,7 meter hög. Den är byggd i skalmurskonstruktion av tuktad kalksten och kvadersten i hörnen. Murarna är 1,7 meter tjocka. Kastalen restaurerades 1961 och är en fornlämning.

## Forntida labyrint
På kyrkogården ligger en forntida labyrint som är 10 gånger 9 meter och består av 12 vallar. Även den är klassificerad som en fornlämning.